# Lüder Fasche
Lüder Fasche (* 10. März 1964 in Bremen) ist ein deutscher Kriminalbeamter und war von März 2018 bis Mai 2022 Landesvorsitzender der Gewerkschaft der Polizei (GdP) in Bremen.

## Leben
Lüder Fasche begann nach dem Abitur 1983 seine Laufbahn bei der Bremer Polizei und versah seinen Dienst zunächst bei der Bereitschafts- und der Schutzpolizei. Nach einem Studium an der Hochschule für Öffentliche Verwaltung, wechselte er 1998 im gehobenen Dienst zur Kriminalpolizei und übernahm dort Ermittlungen im Kriminaldauerdienst und der Mordkommission. Im Nebenamt war er als Fachgruppenvorsitzender Kriminalpolizei für die GdP im Personalrat der Polizei Bremen aktiv. 2009 stieg er in die mittlere Führungsebene auf und war zunächst in der Sachgebietsleitung für Sexualdelikte und dann in der für Kapitaldelikte tätig. 2018 wurde Lüder Fasche zum Vorsitzenden des GdP-Landesbezirks Bremen gewählt. Fasche setzte sich in seiner Amtszeit bislang vor allem für eine amtsangemessene Alimentierung und leistungsgerechte Bezahlung der von der GdP vertretenen Mitglieder ein.
Lüder Fasche berät verschiedene Autoren sowie das in Bremen produzierte Format der Fernsehreihe Tatort zu kriminalpolizeilichen Fragen. Im Jahr 2013 war Fasche zum Thema "Warum werden wir zu Mördern?" in der Fernsehsendung Menschen bei Maischberger eingeladen. Für die Bremer Bürgerschaftswahl im Jahr 2011 trat Fasche für die Partei Bremer und Bremerhavener Wählergemeinschaft B+B an, die Partei erreichte jedoch nur rund 1 % der Stimmen.
Er ist verheiratet und hat zwei Kinder.